# Onel Hernández
Onel Hernández Mayea (Morón, Ciego de Ávila, 1 de febrero de 1993) es un futbolista cubano naturalizado alemán. Juega de centrocampista y se encuentra sin equipo. 
El 27 de octubre de 2019, en la jornada 10 de la Premier League hizo su primer gol en dicha competición ante el Manchester United, y se proclamó como el primer cubano en anotar, en toda la historia de la máxima competición inglesa.

## Trayectoria
Nació en Cuba y migró a Gütersloh, Alemania, junto a su madre y hermana a la edad de seis años. Jugó en las academias del TuS Westfalia Neuenkirchen, FC Gütersloh 2000, Rot Weiss Ahlen y Arminia Bielefeld.
Debutó profesionalmente con el Arminia Bielefeld en la 2.Bundesliga el 1 de octubre de 2010 ante el SC Paderborn 07. Luego de dos años en el club, fichó por el SV Werder Bremen II, y el 10 de enero de 2014 Hernández fue transferido al VfL Wolfsburg II.
El 2 de junio se unió al Eintracht Brunswick de la 2. Bundesliga para la temporada 2016-17.
Llegó al Norwich City de la EFL Championship en enero de 2018. Tras lograr el ascenso a la Premier League, en junio de 2019 renovó su contrato hasta junio de 2023, al debutar su club en la Premier League, se convirtió en el primer cubano en jugar al máximo nivel del fútbol inglés.
A finales de agosto de 2021 salió cedido al Middlesbrough F. C. para toda la temporada. Sin embargo, la cesión se canceló en enero para que completara la campaña, también a préstamo, en el Birmingham City F. C. Tras la misma volvió a Norwich y se marchó definitivamente al expirar su contrato al finalizar la temporada 2024-25 después de haber jugado más de 200 partidos para el club.

## Selección nacional
Hernández ha representado a Alemania en la categoría sub-18 en un encuentro ante Ucrania en 2010.
En una entrevista en septiembre de 2017, el jugador comentó su disposición de jugar por Cuba, dijo: “Si me llaman, me voy pa' Cuba”.
En noviembre de 2018 fue llamado por primera vez por la selección de Cuba, aunque no debutó hasta el 24 de marzo de 2021 en un partido de clasificación para el Mundial de 2022 ante Guatemala a pesar de haber llegado al estadio una vez empezado el encuentro debido a problemas en su vuelo. Su primer gol con la selección llegó el 29 de marzo de 2021 frente a Curazao, aunque terminaron perdiendo el partido por 1-2, en la eliminatoria mundialista.[cita requerida]

## Estadísticas
Actualizado al último partido disputado el 3 de mayo de 2025.
| Arminia Bielefeld II · Alemania                                           | 4.ª           | 2010-11       | 5   | 0  | ―  | ― | ― | ― | 5   | 0  |
| Arminia Bielefeld II · Alemania                                           | Total club    | Total club    | 5   | 0  | 0  | 0 | 0 | 0 | 5   | 0  |
| Arminia Bielefeld · Alemania                                              | 2.ª           | 2010-11       | 10  | 0  | 0  | 0 | ― | ― | 10  | 0  |
| Arminia Bielefeld · Alemania                                              | 3.ª           | 2011-12       | 18  | 0  | 1  | 0 | ― | ― | 19  | 0  |
| Arminia Bielefeld · Alemania                                              | Total club    | Total club    | 28  | 0  | 1  | 0 | 0 | 0 | 29  | 0  |
| Werder Bremen II · Alemania                                               | 4.ª           | 2012-13       | 31  | 0  | ―  | ― | ― | ― | 31  | 0  |
| Werder Bremen II · Alemania                                               | 4.ª           | 2013-14       | 14  | 4  | ―  | ― | ― | ― | 14  | 4  |
| Werder Bremen II · Alemania                                               | Total club    | Total club    | 45  | 4  | 0  | 0 | 0 | 0 | 45  | 4  |
| VfL Wolfsburgo II · Alemania                                              | 4.ª           | 2013-14       | 9   | 1  | ―  | ― | ― | ― | 9   | 1  |
| VfL Wolfsburgo II · Alemania                                              | 4.ª           | 2014-15       | 31  | 4  | ―  | ― | ― | ― | 31  | 4  |
| VfL Wolfsburgo II · Alemania                                              | 4.ª           | 2015-16       | 15  | 2  | ―  | ― | ― | ― | 15  | 2  |
| VfL Wolfsburgo II · Alemania                                              | Total club    | Total club    | 55  | 7  | 0  | 0 | 0 | 0 | 55  | 7  |
| Eintracht Braunschweig · Alemania                                         | 2.ª           | 2016-17       | 36  | 5  | 0  | 0 | ― | ― | 36  | 5  |
| Eintracht Braunschweig · Alemania                                         | 2.ª           | 2017-18       | 17  | 1  | 1  | 0 | ― | ― | 18  | 1  |
| Eintracht Braunschweig · Alemania                                         | Total club    | Total club    | 53  | 6  | 1  | 0 | 0 | 0 | 54  | 6  |
| Norwich City F. C. Inglaterra                                             | 2.ª           | 2017-18       | 12  | 0  | ―  | ― | ― | ― | 12  | 0  |
| Norwich City F. C. Inglaterra                                             | 2.ª           | 2018-19       | 40  | 8  | 3  | 1 | ― | ― | 43  | 9  |
| Norwich City F. C. Inglaterra                                             | 1.ª           | 2019-20       | 26  | 1  | 3  | 1 | ― | ― | 29  | 2  |
| Norwich City F. C. Inglaterra                                             | 2.ª           | 2020-21       | 21  | 0  | 2  | 0 | ― | ― | 23  | 0  |
| Middlesbrough F. C. Inglaterra                                            | 2.ª           | 2021-22       | 17  | 1  | 1  | 0 | ― | ― | 18  | 1  |
| Middlesbrough F. C. Inglaterra                                            | Total club    | Total club    | 17  | 1  | 1  | 0 | 0 | 0 | 18  | 1  |
| Birmingham City F. C. Inglaterra                                          | 2.ª           | 2021-22       | 22  | 3  | ―  | ― | ― | ― | 22  | 3  |
| Birmingham City F. C. Inglaterra                                          | Total club    | Total club    | 22  | 3  | 0  | 0 | 0 | 0 | 22  | 3  |
| Norwich City F. C. Inglaterra                                             | 2.ª           | 2022-23       | 39  | 2  | 3  | 0 | ― | ― | 42  | 2  |
| Norwich City F. C. Inglaterra                                             | 2.ª           | 2023-24       | 30  | 0  | 5  | 0 | ― | ― | 35  | 0  |
| Norwich City F. C. Inglaterra                                             | 2.ª           | 2024-25       | 23  | 0  | 3  | 2 | ― | ― | 26  | 2  |
| Norwich City F. C. Inglaterra                                             | Total club    | Total club    | 191 | 11 | 19 | 4 | 0 | 0 | 210 | 15 |
| Total carrera                                                             | Total carrera | Total carrera | 416 | 32 | 22 | 4 | 0 | 0 | 438 | 36 |
| (1) Incluye datos de la Copa de Alemania, la FA Cup y la Copa de la Liga. |               |               |     |    |    |   |   |   |     |    |